# 范先群

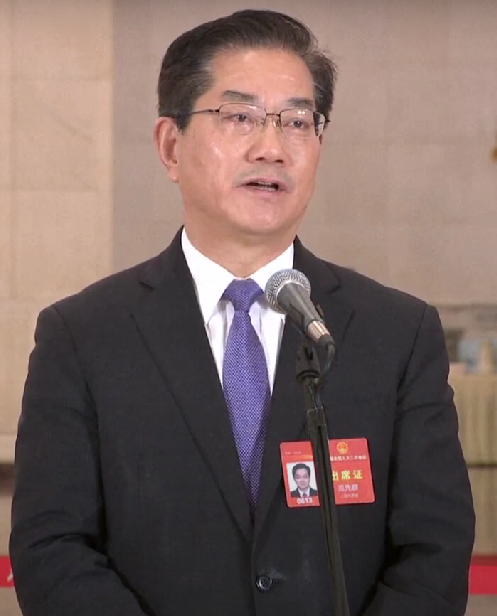
范先群（2024年）

范先群（1964年—），安徽寿县人，中国眼部整形外科医生，现任上海交通大学党委常委、副校长，上海交通大学医学院院长、党委副书记。第十四屆全國人大代表。
1987年毕业于蚌埠医学院获医学学士学位，1993年和1998年先后于上海第二医科大学（现上海交通大学医学院）获医学硕士和博士学位。2001年和2005年分别赴美国哈佛大学医学院附属麻省眼耳医院和梅奥医院作访问学者。历任上海交通大学医学院附属第九人民医院党委副书记、党委书记、院长，附属第九人民医院临床医学院院长（兼），附属第三人民医院院长（兼），上海交通大学党委副书记，上海交通大学医学院党委书记等职务。
长期從事眼眶病和眼肿瘤的临床治疗与基础研究，是上海交通大学医学院附属第九人民医院眼科学科带头人。主持国家863计划、国家卫生行业专项、国家自然基金国际合作重大项目等国家级项目12项，发表SCI论文百余篇，作为第一完成人获国家科技进步二等奖、教育部高等学校科技进步一等奖、上海市科技进步一等奖等12项。2015年当选英国皇家眼科学院Fellow。先后入选教育部“长江学者”特聘教授、国家百千万人才工程、国家卫计委有突出贡献中青年专家、上海市领军人才、上海市优秀学科带头人等人才计划。2019年11月，获何梁何利基金“科学与技术进步奖”。2021年當選為中国工程院院士。